# Manuella Brečko
Manuella Brečko (művésznevén: Manu vagy korábban ManuElla; Celje, 1989. január 31. – ) szlovén énekesnő, dalszerző és zenei producer. Ő képviselte Szlovéniát a 2016-os Eurovíziós Dalfesztiválon, Stockholmban.

## Pályafutása
Brečko Celjében született, a jelenlegi Szlovénia területén. Hatévesen kezdett harmonikázni, kilencévesen zongorázni, tizenkét évesen pedig basszusgitározni, ekkor alakította meg első zenekarát. Tizenhat évesen szerepelt a Bitka talentov című tehetségkutató második évadában a szlovén nemzeti televízióban. 2011-ben részt vett a Misija Evrovizija helyi eurovíziós versenyen, ahol az elődöntőig jutott.
2012-ben Brečko a Ljubljanai Műszaki Egyetemen szerzett diplomát zenei producer szakon.
2016. január 5-én az Radiotelevizija Slovenija (RTVSLO) bejelentette, hogy az énekesnő résztvevője lesz a 2016-os EMA eurovíziós nemzeti válogatónak. Blue and Red című versenydalával megnyerte a február 27-én rendezett döntőt, ahol a szuperfináléban a közönség pontjai alakították ki a végeredményt, így ő képviselhette hazáját az Eurovíziós Dalfesztiválon. A dalfesztivál május 12-én rendezett második elődöntőjéből nem jutott tovább a döntőbe.
2016 decemberében Stockholmba költözött, hogy nemzetközi karriert építsen. 2017-ben kiadta visszatérő kislemezét, a Salvationt, amely nagy népszerűségre tett szert a streaming platformokon, és a legtöbbet streamelt Eurovíziós Dalfesztiválon kívüli dal lett szlovén szólóelőadótól. 2018 elején bejelentették, hogy Manu néven újra indul az EMA-n a Glas – The Sound című dallal, azonban ezúttal az elődöntőben kiesett a versenyből.
Eurovíziós szereplése óta harmadik kislemeze, az Only Love 2020 áprilisában jelent meg, és ez lett készülő albuma, a Sunrise első kiadott dala. Második kislemeze, a Forever Flow 2020 júliusában látott napvilágot.

## Diszkográfia

### Kislemezek
- Il futuro (2013)
- V tvojem ognju (Inferno) (2013)
- Zadnji ples (2013)
- Barve (2013)
- Silent Night (2014)
- Blue and Red (2016)
- Salvation (2017)
- Glas – The Sound (2018)
- Only Love (2020)
- Forever Flow (2020)